# Макарівська вулиця (Київ)
Мака́рівська ву́лиця — вулиця в Шевченківському районі міста Києва, місцевість Реп'яхів яр. Пролягає від вулиці Академіка Ромоданова до кінця забудови.
Прилучаються Новомакарівська вулиця і сходи до Подільського узвозу.

## Історія
Вулиця виникла у 60-ті роки XIX століття. Сучасну назву затверджено у 1869 році, на честь містечка Макарів на Київщині. Імовірно, вибір назви пояснюється напрямом пролягання вулиці в бік Кирилівського монастиря, найвідомішим ченцем (у 1668-1675) і настоятелем (1680—1681) якого був Данило Туптало, уродженець Макарова. Назва вулиці не пов'язана з назвою Макаріївської церкви на Татарці.
У 1894 і 1902 роках вулицю було значно продовжено, до середини XX століття вона пролягала від Дегтярівської вулиці. У 1939 році від Макарівської вулиці було відокремлено вулицю Пугачова (сучасна вулиця Академіка Ромоданова), а її частину між вулицями Дегтярівською і Юрія Іллєнка ліквідовано у зв'язку із зміною забудови.
У деяких джерелах початку XX століття (зокрема, на картосхемі Києва 1911 року) кінцеву частину Макарівської вулиці позначено як Мстиславську.
Назву Макарівська вулиця у 1860—70-х мала нинішня Назарівська вулиця.

## Зображення

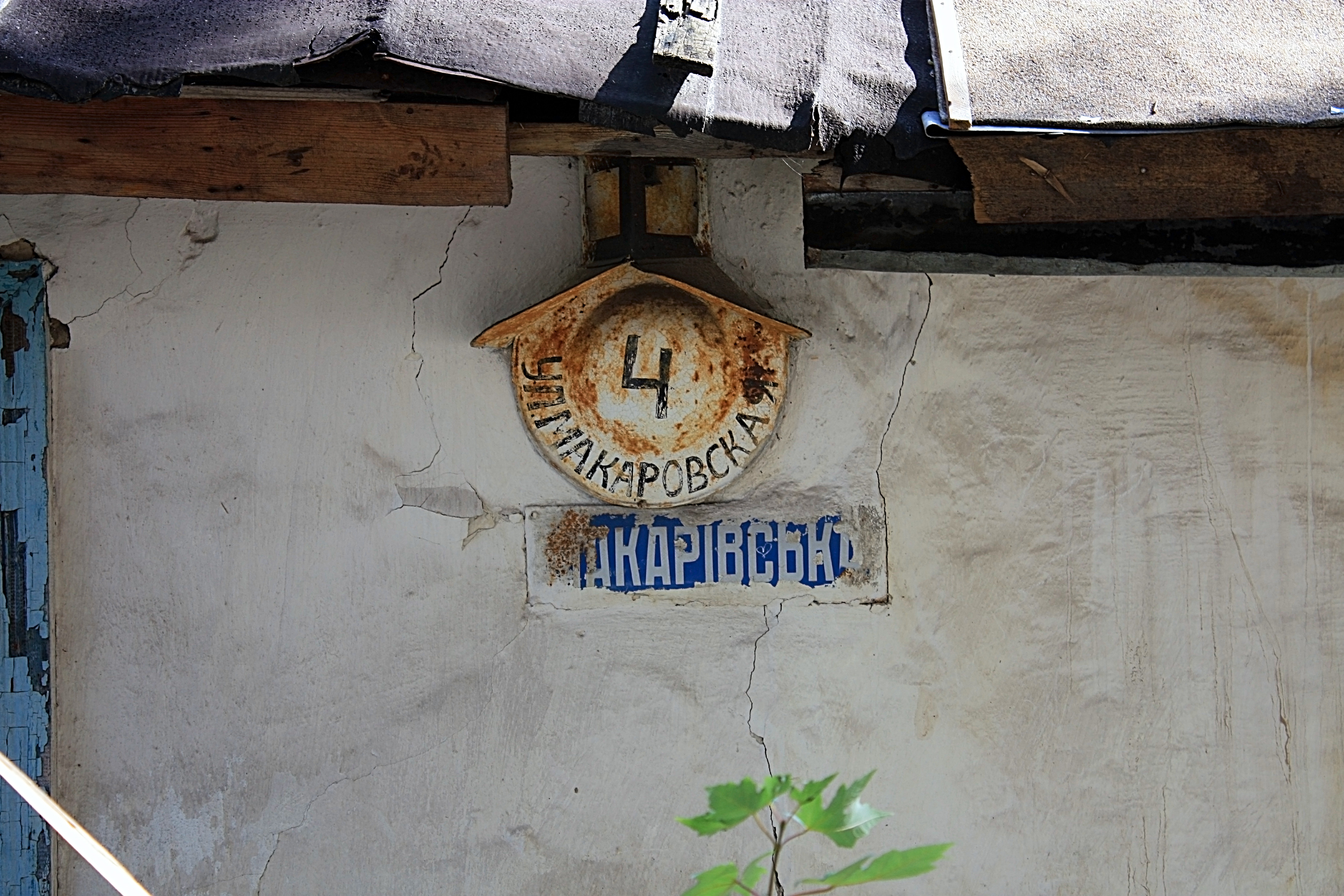
Старовинна адресна табличка на будинку № 4
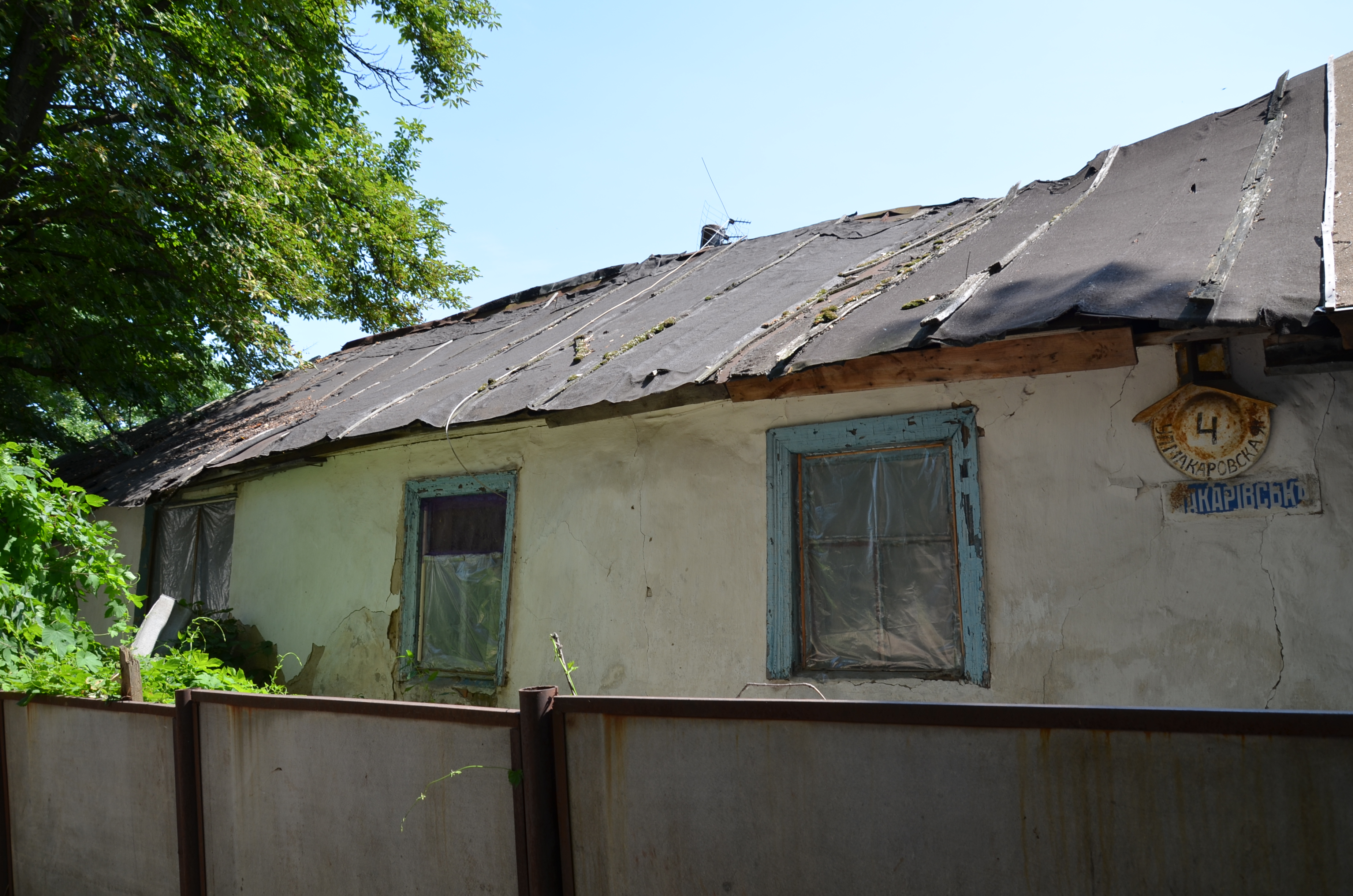
Макарівська вулиця, 4
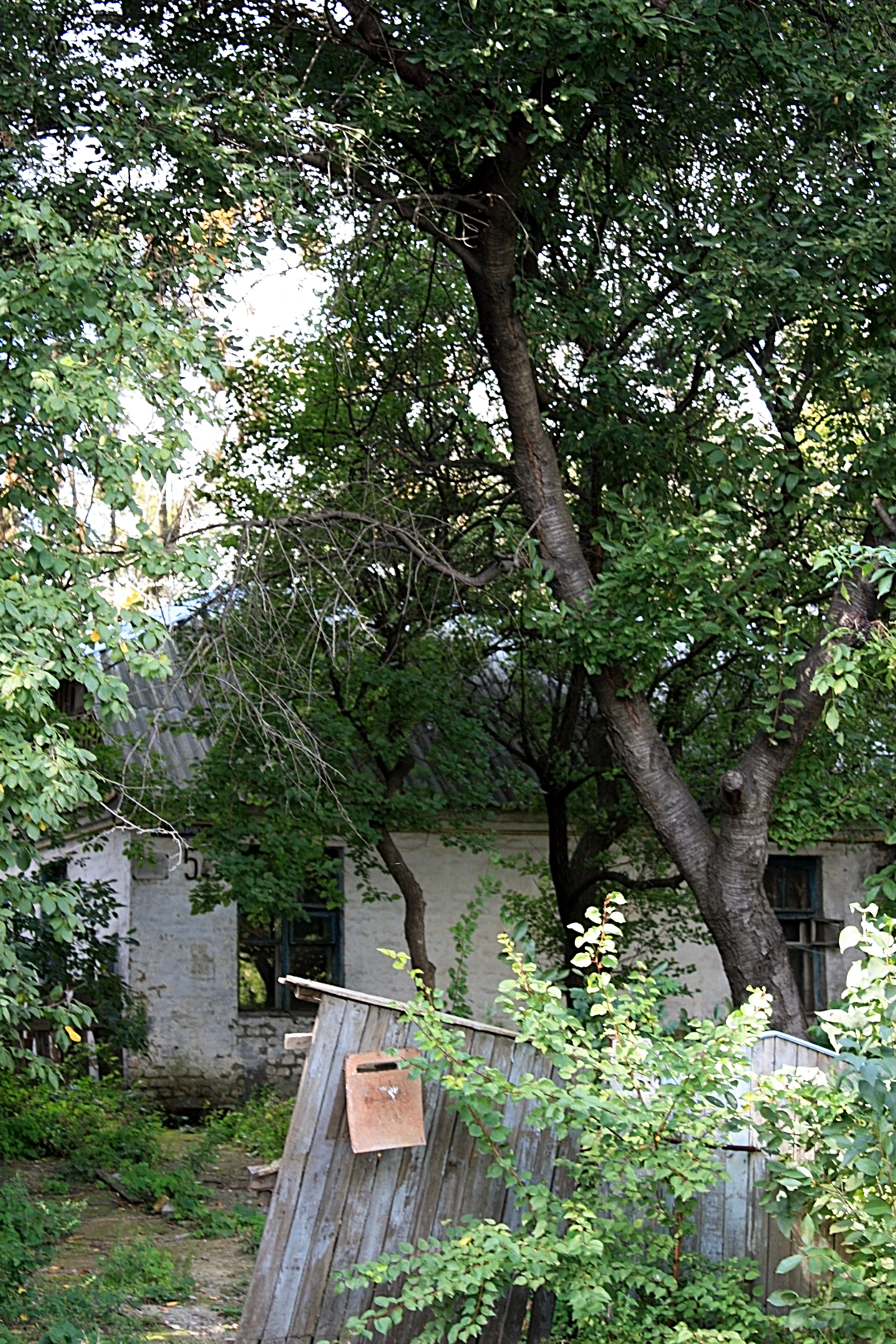
Будинок № 5
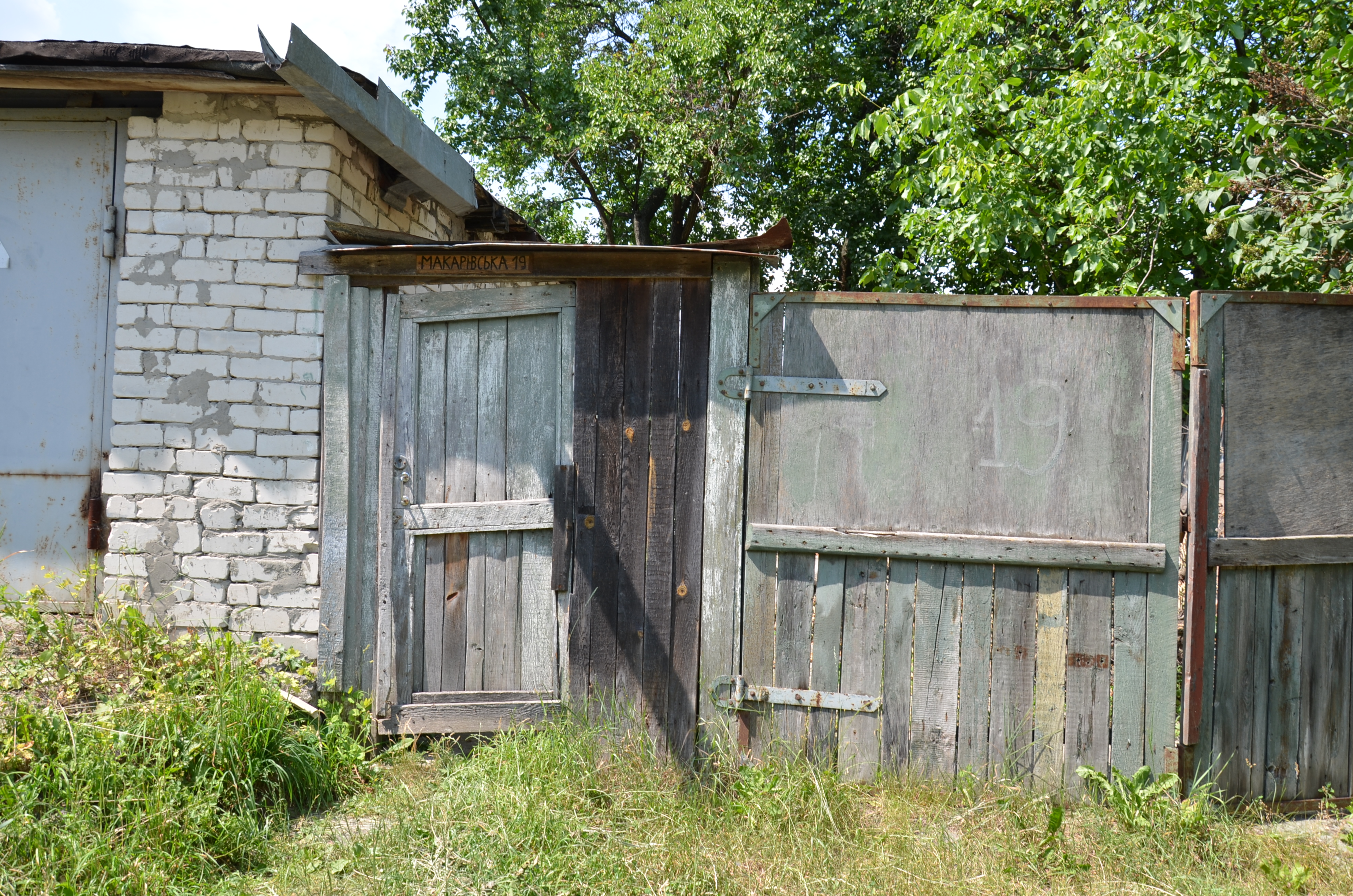
Макарівська вулиця, 19
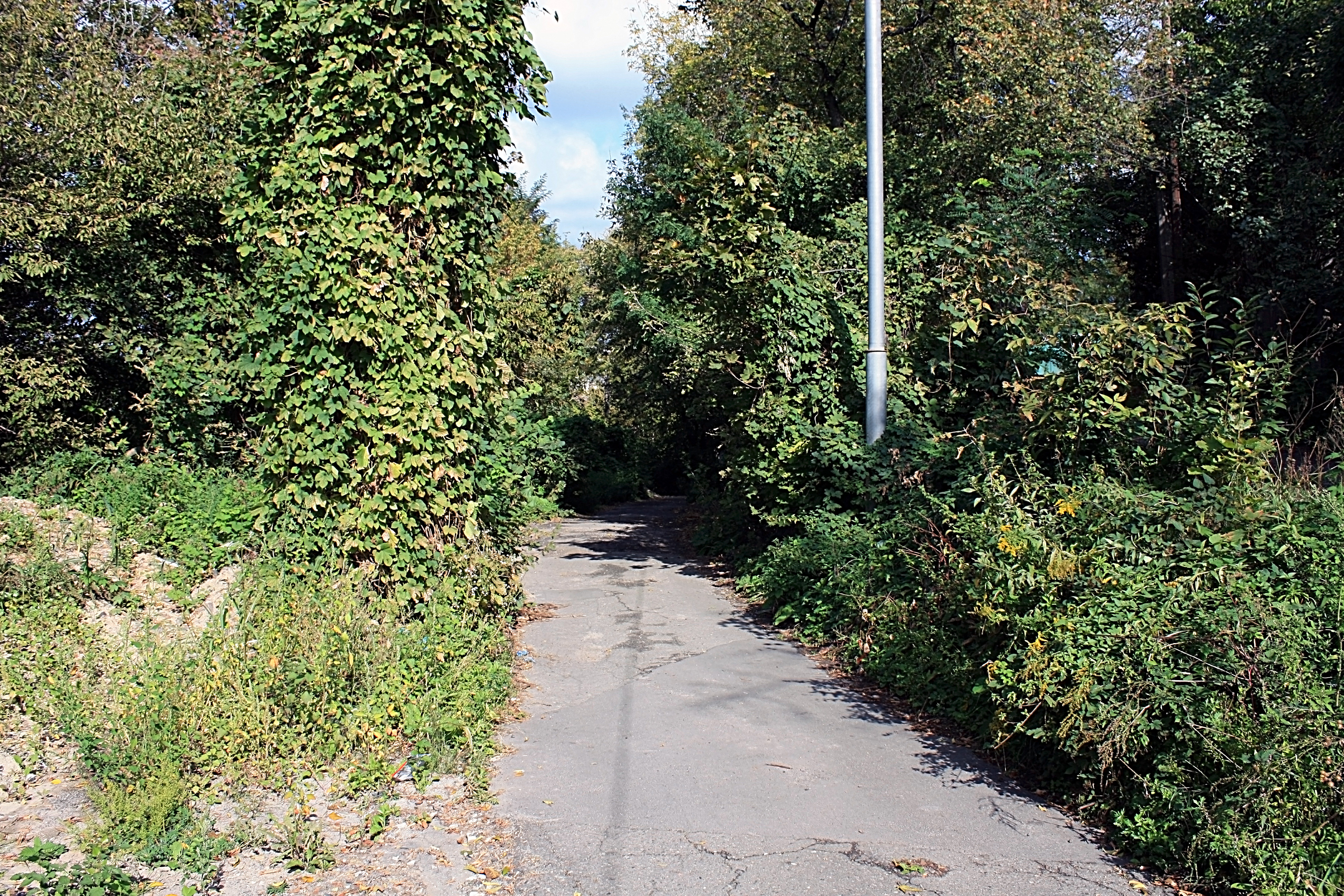
Кінцева частина вулиці
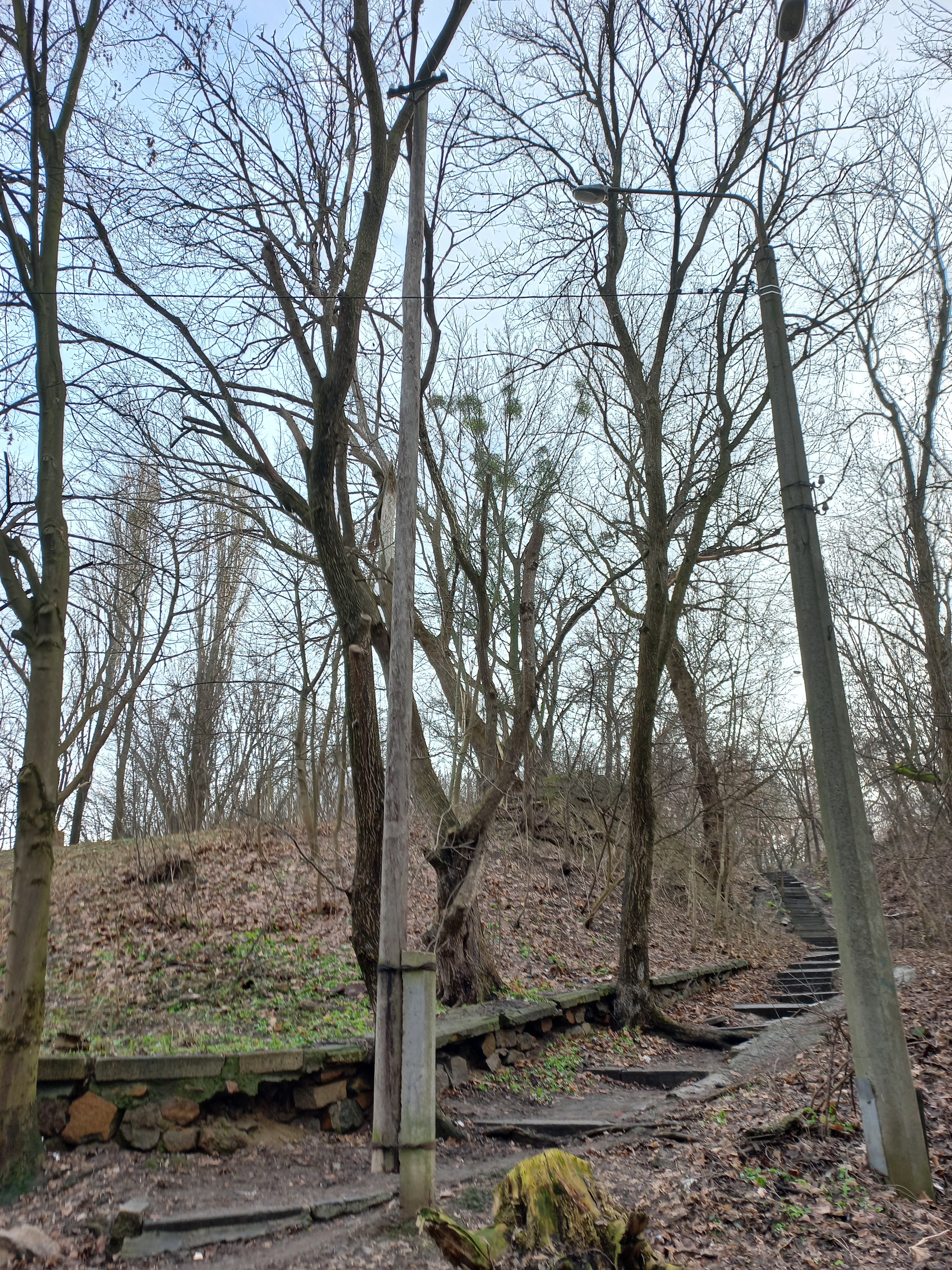
Сходи від Подільського узвозу до кінцевої частини Макарівської вулиці. У центрі — електричний стовп початку ХХ ст.